# Joe Venuti
Giuseppe Venuti, dit Joe Venuti (né le 16 septembre 1903 et mort le 14 août 1978), est un violoniste de jazz américain.

## Biographie
D'après son père, Joe Venuti étudie le violon à Milan. Pour sa part, Venuti a dit qu'il est né à bord du bateau alors que ses parents émigraient d'Italie.[réf. souhaitée] Émigrée aux États-Unis, la famille Venuti s'installe à Philadelphie, où le jeune musicien joue avec l'orchestre local. Il part à Detroit et rejoint le Goldkette Orchestra.
Considéré comme le père du violon jazz, il a ouvert la voie dans l'utilisation des instruments à cordes dans le jazz avec son ami d'enfance, le guitariste Eddie Lang.
Pendant les années 1920 et le début des années 1930, Venuti a enregistré à plusieurs reprises. Il a travaillé avec Benny Goodman, les Dorsey Brothers, Bing Crosby, les Boswell Sisters et les principaux musiciens du jazz blanc. Cependant, après la mort prématurée d'Eddie Lang en 1933, il a quitté le devant de la scène. Après une période de relative obscurité dans les années 1940 et 1950, il fut redécouvert à la fin des années 1960. Il joua avec le saxophoniste ténor Zoot Sims qui fut aussi fructueuse que sa collaboration précédente avec Eddie Lang. Venuti et Sims ont enregistré des disques intéressants entre la fin des années 1960 et le début des années 1970 : coda appropriée à la carrière du grand violoniste.

## Date et lieu de naissance
Venuti était bien connu parmi ses contemporains comme un farceur, et avait l'habitude de donner plusieurs versions contradictoires de sa vie, y compris ses dates et lieu de naissance.

## Albums
- Stringing the Blues
- The Radio Years
- Welcome Joe
- Venupelli Blues (avec Stéphane Grappelli)
- Joe Venuti in Milan
- The Dutch Swing Collège Band (DSCB) meets Joe Venuti Label Intercord Records1974